# Flight (1929)
Flight is een Amerikaanse avonturenfilm uit 1929 onder regie van Frank Capra.

## Verhaal
Sergeant Panama William en korporaal Lefty Phelps zijn piloten bij de zeemacht. Ze zijn gestationeerd in Nicaragua. Met hun jachtbommenwerpers moeten ze gevaarlijke missies uitvoeren. Ze zijn ook allebei verliefd op Elinor Murray.

## Rolverdeling
| Acteur       | Personage                |
| ------------ | ------------------------ |
| Jack Holt    | Sergeant Panama Williams |
| Ralph Graves | Korporaal Lefty Phelps   |
| Lila Lee     | Elinor Murray            |